# Elke Fank
Elke Fank, geb. Hinnrichs, (* 15. August 1934 in Hamburg) ist eine Hamburger Politikerin der Sozialdemokratischen Partei Deutschlands (SPD) und ehemaliges Mitglied der Hamburgischen Bürgerschaft.

## Leben
Elke Fank ist studierte Diplom-Betriebswirtin. Sie war als Geschäftsführerin eines Trägers für Behinderteneinrichtungen tätig. Von 1974 bis 1979 war sie Deputierte der Gesundheitsbehörde. Nach ihrer parlamentarischen Karriere wurde sie stellvertretende Vorsitzende des Reichsbundes. Sie ist Witwe von Gerhard Fank, dem Sohn von Max Fank, und hat eine Tochter Kirsten (* 1964).

## Politik
Als 18-Jährige trat Fank in die SPD ein. Sie war unter anderem Kassiererin, Beisitzerin im Distrikts- und Kreisvorstand, stellvertretende Vorsitzende des Kreises Hamburg-Bergedorf. Sie war Vorsitzende der „Arbeitsgemeinschaft sozialdemokratischer Frauen“ (AsF) in Bergedorf und Mitglied im Landesvorstand der AsF. 
Fank gehörte der Hamburgischen Bürgerschaft seit dem 1. Oktober 1979, als sie als nächstberufene Bewerberin das ruhende Bürgerschaftsmandat eines Senators ausübte, an. Auch nach der Juniwahl 1982 war sie nächstberufene Bewerberin für einen Senator, ehe sie bei der Dezemberwahl 1982 einen regulären Sitz erringen konnte. In der Bürgerschaft saß sie für ihre Fraktion im Gesundheitsausschuss sowie im Frauen-, Schul- und Gesundheitsausschuss. Außerdem saß sie in der Enquetekommission „Drogen und Sucht“. Sie kandidierte 1993 ganz bewusst nicht ein weiteres Mal für die Bürgerschaft, weil sie der Meinung war, dass man so einen Posten nicht zu lange ausüben sollte. Von 1996 bis 1999 war sie ehrenamtliche Behindertenbeauftragte des Senats der Freien und Hansestadt Hamburg.